# 대니 맥카시
대니 매카시(Danny McCarthy)는 미국의 배우이다.
세인트루이스에서 태어났다.

## 출연 작품

### 영화
- 더 컴퍼니 (2003)
- 아미티빌 호러 (2005)
- 프루프 (2005) - 경찰 역
- 디레일드 (2005)
- 스트레인저 댄 픽션 (2006)
- 아버지의 깃발 (2006)
- 산타는 괴로워 (2007)
- 더 익스프레스 (2008, The Express) - 빌 벨 역
- An Evening with Emery Long (2009) - 단편
- 트랜스포머: 달의 어둠 (2011)
- 더 드롭 (2014)
- 엘비스와 대통령 (2016)
- 스트롱거 (2017) - 케빈 역
- 카우보이의 노래 (2018)
- 엑소시스트: 믿는 자 (2023)

### 텔레비전
- ER (2004)
- 프리즌 브레이크 (2005-06)
- 시카고 파이어 (2013)
- 보드워크 엠파이어 (2014)
- 엘리멘트리 (2014, 2015)
- 블루 블러드 (2014, 2017)
- 시카고 PD (2018)